# Oposik brazylijski
Oposik brazylijski (Gracilinanus emiliae) – gatunek ssaka z podrodziny dydelfów (Didelphinae) w obrębie rodziny dydelfowatych (Didelphidae), znany z kilku stanowisk w północnej części Ameryki Południowej. Faktyczny zasięg występowania tego gatunku nie został poznany.

## Taksonomia
Gatunek po raz pierwszy zgodnie z zasadami nazewnictwa binominalnego opisał w 1909 roku amerykański zoolog Oldfield Thomas nadając mu nazwę Marmosa emiliae. Miejsce typowe to „Para” (obecnie Belém) (1°27′S 48°29′W/-1,450000 -48,480000), Pará, Brazylia. Holotyp to skóra i czaszka prawie dorosłego samca o sygnaturze 	BMNH 9.3.9.10 z kolekcji Muzeum Historii Naturalnej w Londynie; odłowiony 13 lutego 1909 roku przez niemiecką ornitolożkę Marię Emilię Snethlage.
Analizy filogenetyczne zbiorów danych multilocus o dużej gęstości taksonów sugerują, że Gracilinanus emiliae jest gatunkiem siostrzanym w stosunku do G. marica i że ta para jest grupą siostrzaną większego kladu, który obejmuje wszystkie inne gatunki z rodzaju Gracilinanus. Autorzy Illustrated Checklist of the Mammals of the World uznają ten gatunek za monotypowy. 

### Etymologia
- Gracilinanus: łac. gracilis lub gracilus „smukły, cienki”; gr. νανος nanos „karzeł”[13].
- emiliae: Henriette Mathilde Maria Elisabeth Emilie Snethlage (1868–1929), niemiecka ornitolożka, kolekcjonerka z Brazylii w latach 1905–1929, dyrektorka Goeldi Museum w latach 1914–1917 (została zawieszona kiedy Brazylia przystąpiła do I wojny światowej przeciwko Niemcom i przywrócona po zawieszeniu broni w 1918 roku) i 1918–1922 (była pierwszą naukowczynią, która kierowała brazylijskim muzeum i pracowała w Amazonii)[14].

## Zasięg występowania
Oposik brazylijski występuje we wschodniej Kolumbii, północnej, wschodniej i południowo-wschodniej Wenezueli, regionie Gujana, północnej Brazylii i północno-wschodniej Peru (Loreto).

## Morfologia i ekologia
Długość ciała (bez ogona) 7,2–8,7 cm, długość ogona 12,8–15,1 cm; masa ciała 10–14 g. Z wyglądu oraz wymiarami podobny do myszy. Oczy wyłupiaste, ogon nagi i bardzo długi, chwytny. Futro krótkie, miękkie i aksamitne. Torby lęgowej brak, na brzuchu posiada kilkanaście sutek. Młode rodzą się kilka razy do roku.
Prowadzi nocny, głównie nadrzewny tryb życia, odżywiając się owadami, owocami, jajami ptaków. Niekiedy poluje na małe jaszczurki i drobne gryzonie.

## Status zagrożenia
W Czerwonej księdze gatunków zagrożonych Międzynarodowej Unii Ochrony Przyrody i Jej Zasobów został zaliczony do kategorii DD (ang. data deficient „brak danych”).